# NGC 2857
NGC 2857 je spirální galaxie s aktivním jádrem v souhvězdí Velké medvědice. Její zdánlivá jasnost je 12,3m a úhlová velikost 1,70′ × 1,43′. Od Země je vzdálená 238 milionů světelných let a má průměr přibližně 125 tisíc světelných let.
Galaxii objevil astronom R. J. Mitchell 9. ledna 1856. V Arpově katalogu je zařazena do skupiny galaxii s nízkým povrchovým jasem pod označením Arp 1.
V galaxii byla 10. října 2012 zpozorována supernova typu IIP, která dostala označení SN 2012fg
a jejíž absolutní hvězdná velikost byla -19,8 magnitudy.